# 迈克尔·约翰逊 (射击运动员)
迈克尔·约翰逊（英語：Michael Johnson，1973年10月15日—），新西兰男子射击运动员。他曾代表新西兰参加2004年、2008年、2012年、2016年和2020年夏季残疾人奥林匹克运动会射击比赛，获得一枚金牌和二枚铜牌。